# Anthony Pradalie
Pas d'image ? Cliquez ici

a Compétitions nationales et continentales officielles uniquement.

b Matchs officiels uniquement.
Dernière mise à jour le 24 avril 2023.
Anthony Pradalie, né le 18 février 1986, est un joueur international espagnol de rugby à XV évoluant au poste de pilier.

## Carrière de joueur

### En équipe nationale
Il dispute son premier match international avec l'équipe d'Espagne le 27 février 2010 contre l'équipe de Géorgie.

## Statistiques en équipe nationale
- 14 sélections
- 5 points (1 essai)
- sélections par année : 4 en 2010, 1 en 2011, 2 en 2012, 4 en 2013, 3 en 2014.